# Хејзелвуд (Мисури)
Хејзелвуд (енгл. Hazelwood) град је у америчкој савезној држави Мисури.

## Демографија
По попису из 2010. године број становника је 25.703, што је 503 (-1,9%) становника мање него 2000. године.
| Група             | 2000.          | 2010.          |
| Белци             | 20.778 (79,3%) | 16.090 (62,6%) |
| Афроамериканци    | 4.203 (16,0%)  | 7.835 (30,5%)  |
| Азијати           | 312 (1,2%)     | 353 (1,4%)     |
| Хиспаноамериканци | 419 (1,6%)     | 776 (3,0%)     |
| Укупно            | 26.206         | 25.703         |